# Nina Gallay-Charbonnel
Pour les articles homonymes, voir Gallay et Charbonnel.
Nina Gallay-Charbonnel, née le 26 novembre 1868 à Paris et morte le 3 octobre 1945 à Issy-les-Moulineaux, est une peintre française.

## Biographie
Nina Catherine Marie Anne Gallay est la fille de Jacques Maurice Gallay, négociant, et de Marie Anne Suzanne Charlotte Céline Logeay.
Elle expose au Salon à partir de 1895.
En 1900, elle épouse Pierre Victor Charbonnel.
Elle meurt à Issy-les-Moulineaux à l'âge de 76 ans.